# Aethopyga temminckii
El suimanga de Temminck (Aethopyga temminckii) es una especie de ave paseriforme de la familia Nectariniidae propia de las montañas del sudeste asiático. Anteriormente se consideraba una subespecie del suimanga de Java (Aethopyga mystacalis). Su nombre conmemora al zoólogo holandés Coenraad Jacob Temminck.

## Descripción

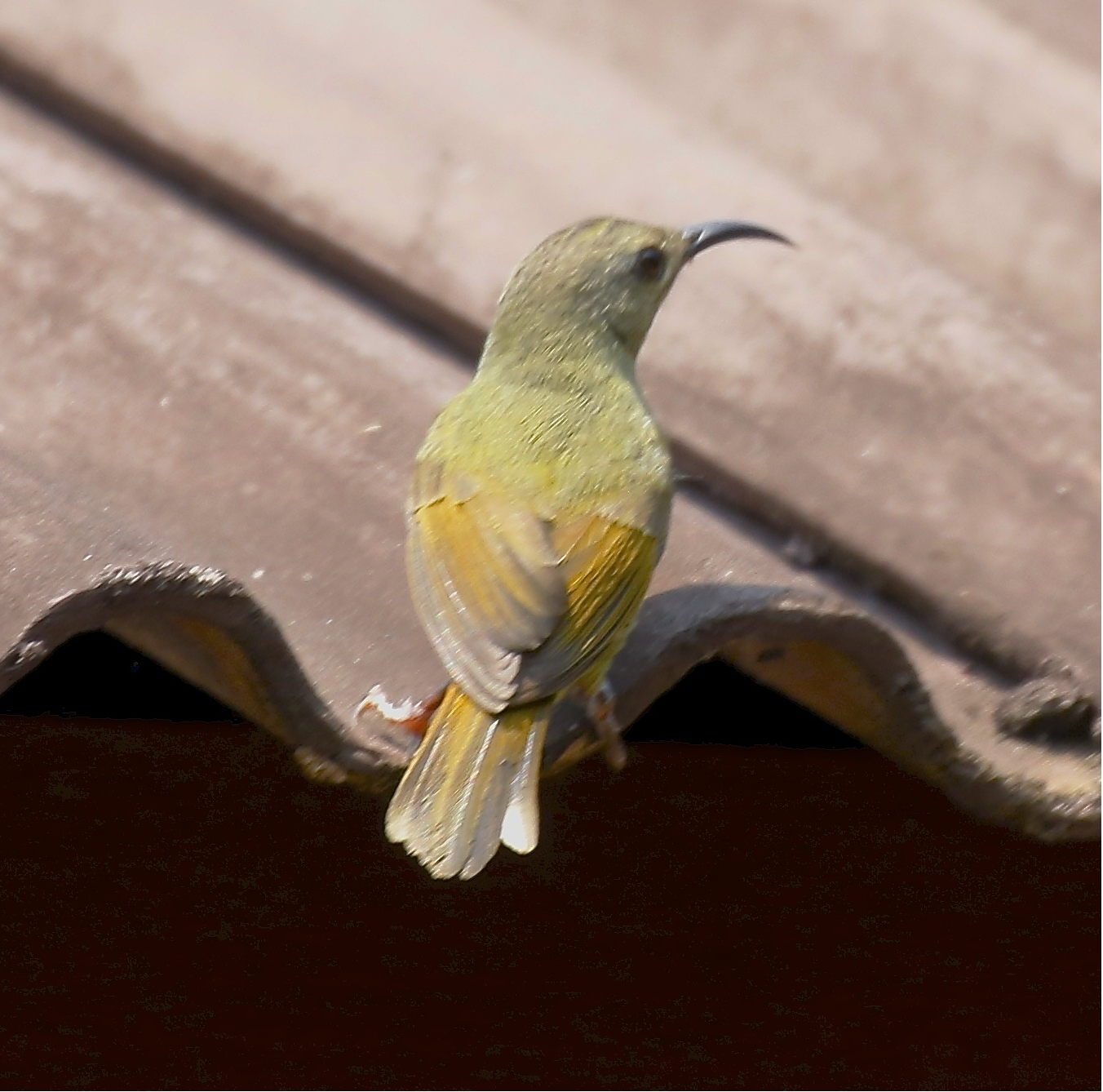
Hembra en la montaña Doi Ang Khang, Tailancia.

El suimanga de Temminck es un pájaro pequeño con un marcado dimorfismo sexual. Las hembra miden unos 10 cm y los machos 12,5 cm. Los machos tienen la cola larga y su plumaje es principalmente rojo, salvo su vientre grisáceo, y unas bandas amarillas y moradas entre la espalda y la cola, y cuatro listas moradas de su cabeza (dos bigoteras y dos listas piliales laterales). Las hembras en cambio tienen un plumaje de color verde oliváceo uniforme, con bordes castaños en las plumas de alas y cola.

## Distribución y hábitat
Se encuentra en los montanos (o submontanos) de las islas de Borneo y Sumatra y de la península malaya, hasta los 1800 metros de altitud, donde ocupa los bosques húmedos tropicales (o subtropicales).